# The Adventure of the Engineer’s Thumb
The Adventure of the Engineer's Thumb(O Polegar do Engenheiro) é um conto policial de Sir Arthur Conan Doyle publicado na Strand Magazine em março de 1892 com 8 ilustrações de Sidney Paget

## Sinopse
Dr. Watson encontra um engenheiro que acaba de perder o seu polegar, e depois de tratar os ferimentos, levou o homem para falar com Sherlock Holmes. Victor Hatherley recebeu de um homem que disse chamar-se Coronel Lysander Stark a proposta para consertar uma máquina que estava quebrada, porém Hatherley não poderia saber o local onde estava o objeto a receber manutenção. Foi quando Hatherley descobriu a verdadeira utilidade da máquina que acabou perdendo o polegar.

### Ilustrações
Teve 8 ilustrações de Sidney Paget

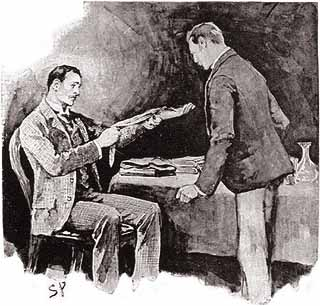
Dr. Watson trata das feridas de Hatherley
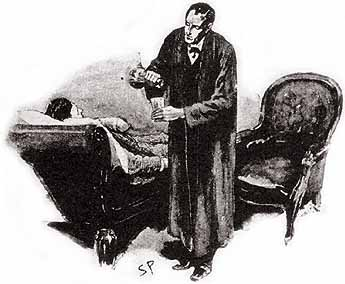
Sherlock Holmes, recebe Victor Hatherley
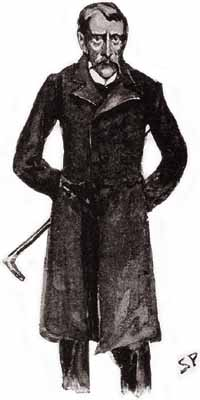
Coronel Lysander Stark
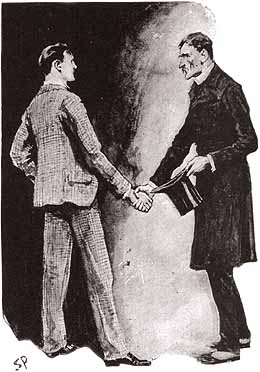
Lysander Stark contrata os serviços de Hatherley
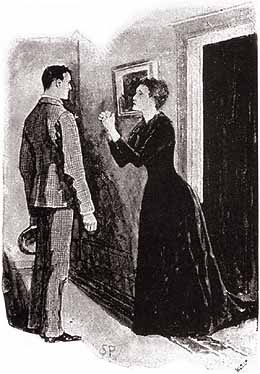
Hatherley encontra estranha mulher que lhe pede que vá embora
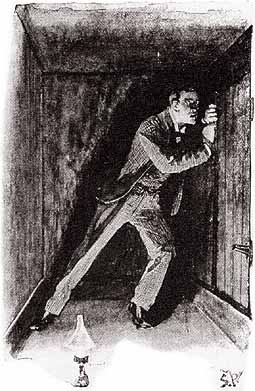
Hatherley fica preso dentro de máquina
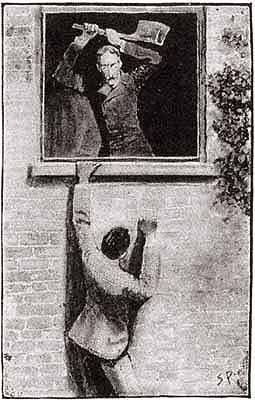
Lysander Stark corta o polegar de Hatherley
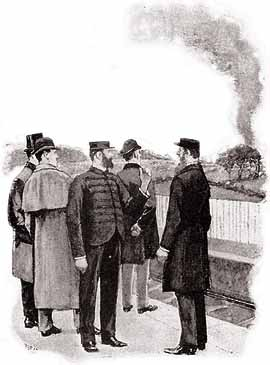
A casa de Stark pega fogo

## Ligações Externas
- Conto em Português, completo e ilustrado